# Olivier Charneux
Olivier Charneux, né le 25 mai 1963 à Charleville-Mézières (Ardennes), est un écrivain, dramaturge et metteur en scène français.

## Biographie

### Famille, jeunesse et formation
Fils d’un charpentier couvreur et d’une mère issue d’une famille de petits industriels dans la fonderie, il passe son enfance à Charleville-Mézières. Après les suicides de son père et de sa sœur aînée quand il avait cinq ans, il quitte Charleville avec sa famille en 1970 pour s’installer à Reims puis en région parisienne où il suit des études d’art plastique, de lettres modernes et de théâtre à l’université Sorbonne-Nouvelle Paris 3. Son premier désir est de devenir comédien. Il débute comme stagiaire au Théâtre du Soleil avec Ariane Mnouchkine. Juste après cette expérience, il rencontre l’écriture en 1985 en participant à un atelier encadré par l’auteur dramatique Michel Vinaver. Plus tard, il dirige lui-même des ateliers, met en scène plusieurs pièces dont les siennes Transhumance et Les Vieux os. Il vit en couple avec le comédien Thierry Vu Huu depuis 1982.

### Carrière littéraire
La Grande Vie, son premier roman paru en 1995, relate le ravissement mutuel d'une petite fille de onze ans envers un homme de quarante ans sur la côte Atlantique. Il est basé sur un fait-divers raconté par Marguerite Duras publié dans Outside sous le titre « Nadine d’Orange ». Jean-Noël Pancrazi dans Le Monde qualifiera aussitôt l’auteur « d’écrivain de l’amour ».
Les Dernières Volontés, sélectionné pour le prix Femina 1997, est l'histoire d'une jeune retraitée, Angèle, qui entreprend un voyage fluvial et maritime de Charleville-Mézières aux îles Féroé avec les cendres de son dernier amour,,. Le roman remporte le prix Question d'âge 1997[réf. nécessaire].
Dans L'Enfant de la pluie (1999), récit de son enfance, l’auteur relate son apprentissage de la mort et du deuil de son père suicidé du point de vue de l’enfant qu’il était,.
Dans Être un homme (2001), il raconte ses débuts d’adulte en déclinant à chaque chapitre toutes les premières fois de sa vie,. Sa rencontre déterminante avec Thierry y est relatée ainsi que l'arrivée du sida.
Avec Nous vivons des vies héroïques (2007), il brosse le portrait de quarante inconnus rencontrés au hasard de ses rencontres et témoigne de la France contemporaine et de la force de la résilience. Le livre est aussi un autoportrait en creux,,.
Tant que je serai en vie (2014) est le récit de sa jeunesse vécue dans les années 1980 et 1990 et marquée par l’amour, la séropositivité de son ami, la disparition précoce de beaucoup de ses proches du sida et la culture comme soutien,,,. Le roman remporte le prix du roman gay 2014.
Les guérir (2016) est un roman basé sur la vie réelle du médecin nazi danois Carl Vaernet qui voulait sauver l’humanité en la guérissant de l’homosexualité avec l’appui du numéro 2 du pouvoir nazi, Heinrich Himmler.
Le prix de la joie, Eté 1963, l'affaire Trenet (2020) est le journal fictionnel et documenté du chanteur et poète Charles Trenet emprisonné un mois à Aix à cause d'une loi discriminatoire.
Le Glorieux et le Maudit, Jean Cocteau-Jean Desbordes : deux destins (2023), est le roman d'une relation amoureuse et littéraire oubliée (celle de Jean Cocteau avec Jean Desbordes). Il réhabilite également un héros de la résistance lui aussi oublié (Jean Desbordes).

### Carrière théâtrale
Il écrit pour le théâtre une dizaine de pièces dont un monologue d’après la vie de sa mère, La Course au soleil, mis en scène par Alfredo Arias pour son spectacle Aimer sa mère (1998).
Il met en scène plusieurs de ses pièces : Transhumance (1987), Les Vieux Os (1993), Les Dents Longues (2006).
Sa première pièce Transhumance a été diffusée sur la Radio Suisse Romande en 1987. Suivront Les Vieux os (1991), La Dette (1992), Le Veilleur (1994), Jours étranges (1996) mises en onde et diffusées sur France Culture dans Le Nouveau Répertoire Dramatique de Lucien Attoun (entre autres).
Il répond régulièrement à des commandes pour des compagnies théâtrales comme La compagnie des Hommes - Didier Ruiz pour laquelle il écrit Collections 1 en 2007, Collections 2 en 2010 et Raconte moi ton histoire en 2012, mais aussi pour des compagnies des arts de la rue comme le Deuxième groupe d’Intervention pour les projets d’Au chevet des cathédrales et du GREP de 2003 à 2008 et pour la compagnie KMK, Roman Fleuve, épisode 4 en 2007.

## Œuvre

### Romans, récits
- 1995 : La Grande Vie, roman, Stock  (ISBN 2234045169)
- 1997 : Les Dernières Volontés, roman, Stock (traduit en allemand, éditions Goldmann sous le titre Tonios letze Reise)  (ISBN 2234048036)
- 1999 : L’Enfant de la pluie, récit, Seuil  (ISBN 2020353008)
- 2001 : Être un homme, récit, Seuil  (ISBN 2020477858)
- 2007 : Nous vivons des vies héroïques, Portraits, Stock  (ISBN 2234059356)
- 2014 : Tant que je serai en vie, récit, Grasset  (ISBN 2246810027)
- 2016 : Les guérir, exofiction, Robert Laffont  (ISBN 2221190211)
- 2020 : Le prix de la joie, Été 1963, l'affaire Charles Trenet, exofiction, Séguier  (ISBN 9782840497981)
- 2023 : Le Glorieux et le Maudit, Jean Cocteau-Jean Desbordes : deux destins, roman documenté, Seuil,  (ISBN 978-2-02-151421-6)[27]

### Portraits, journal
- 2008 : Collections, portraits d’habitantes, publication Paris Habitat
- 2008 : Laissez Verdure (journal de Nohant), Les Mille Univers avec Les éditions du Patrimoine

### Nouvelles
- 2000 : Le Revenant, L’Express
- 2004 : La Marche, Le Castor astral (collectif)
- 2005 : La Logique des grands in J'ai dix ans, Le Castor astral (collectif), repris in D’accord 3 ! en 2011 et D’accord 2 ! en 2014, éditions Vista Higher Learning (États-Unis)
- 2014 : L’Invisible in Les Lucioles (collectif), association Le Refuge, éditions Des ailes sur un tracteur.

### Théâtre
1998 : La Course au soleil In Aimer sa mère (collectif), Actes Sud-Papiers  (ISBN 978-2-7427-5391-8)

### Articles divers
- 1996 : Écrire pour vivre, Aube Magazine no 56
- 1996 : En cheminant, Théâtre Public no 132
- 1996 : Tsay, c'est la vie. Une conception de l'art à Taïwan, Catalogue du salon de la jeune peinture, Paris.
- 2000 : La Rencontre, Théâtre Aujourd'hui no 8 consacré à Michel Vinaver.
- 2001 : Belle utopie, Quarantième anniversaire d'Amnesty International.
- 2016 : Lettres à Miles, à l'occasion des 25 ans de la mort de Miles Davis, 55 écrivains réunis par Franck Médioni lui écrivent, éditions Alter Ego,  (ISBN 9782915528541)
- 2020 : Des étoiles dans les yeux de Casa, La Chronique d'Amnesty International[28].
- 2024 : Trenet ou le swing de la joie, in Les Mots de la musique, 222 musiciens du XXe siècle par 222 écrivains sous la direction de Franck Médioni, Fayard,  (ISBN 978-2-213-72755-4)

## Jury
2020 : jury films de fiction, festival LGBTQI Paris Chéries, chéris.
2022 : jury Les Rimbaud du cinéma.

## Distinctions
- 1997 : Prix Question d'âge (Maximilienne Levet-Gautrat[31]) pour Les Dernières Volontés (Stock)
- 2014 : Prix du roman gay pour Tant que je serai en vie (Grasset)[20]
- 2024 : Prix du roman gay pour l'ensemble de son œuvre[32]
- 2024 : Prix d'Académie de l'Académie Française pour Le Glorieux et le Maudit Jean Cocteau - Jean Desbordes : deux destins (Seuil)[33]